# La Vie secrète de madame Yoshino
Pour plus de détails, voir Fiche technique et Distribution.
La Vie secrète de madame Yoshino (花芯の刺青　熟れた壺, Kashin no irezumi: Ureta tsubo) est un film japonais réalisé par Masaru Konuma, sorti en 1976.

## Synopsis
Madame Yoshino fabrique des poupées de papier traditionnelles d'après les personnages du kabuki. Veuve, elle vit avec sa fille Takako, jalouse de la beauté de sa mère. À la suite d'un accident, les la mère et la fille rencontrent Hideo, fille d'un acteur qui a violé madame Yoshino quand elle était adolescente. Chacune d'elles essaie de le séduire.

## Fiche technique
- Titre : La Vie secrète de madame Yoshino
- Titre original : 花芯の刺青　熟れた壺 (Kashin no irezumi: Ureta tsubo)
- Réalisation : Masaru Konuma
- Scénario : Kiyoharu Matsuoka
- Musique : Yasuo Higuchi
- Photographie : Masaru Mori
- Société de production : Nikkatsu
- Société de distribution : Zootrope Films (France)
- Pays :  Japon
- Genre : Drame et érotique
- Durée : 74 minutes
- Dates de sortie : 
  -  Japon : 25 septembre 1976
  -  France : 26 juillet 1976

## Distribution
- Naomi Tani : Michiyo Yoshino
- Takako Kitagawa : Takako Yoshino
- Hiroshi Chō : Kaijima
- Genshū Hanayagi : Fuyuko
- Eisuke Izumi :
- Keizō Kanie : Tatsu, le tatoueur
- Shinshō Nakamaru : Hideo Ogata
- Mami Yuki : Yoshiko

## Accueil
Le film reçoit des critiques françaises à l'occasion de sa sortie en 2006. Jean-François Rauger pour Le Monde écrit que le film réalise « l'alliance de la crudité érotique et du dispositif ». Olivier Père pour Les Inrockuptibles évoque un film « parmi les plus incroyables joyaux érotiques japonais ».